# Oil Pollution Act 1990
L'Oil Pollution Act de 1990, aussi désigné par les abréviations OPA90, est un code ratifié par le Congrès des États-Unis le 18 août 1990. Il est donc obligatoire pour un navire transportant des hydrocarbures dans les eaux américaines de respecter ce code. OPA 90 a donc une vocation nationale, mais de par la position incontournable en matière de pétrole des États-Unis, ses conséquences sont internationales.
OPA 90 est une réponse au déversement de 38 500 tonnes de pétrole brut sur les côtes d'Alaska après l'accident de l'Exxon Valdez, le 24 mars 1989.

## But
- Éviter, grâce aux mesures prises, de nouvelles marées noires.
- Définir la responsabilité des différents acteurs maritimes par rapport à une éventuelle marée noire.
- Imposer aux pétroliers (nouveaux et existants) une construction à double coque.

## Conséquences

### économiques
- La responsabilité devient presque illimitée, c'est-à-dire une responsabilité vis-à-vis des États-Unis, mais également vis-à-vis de chaque état concerné par la pollution. Ceci pose des problèmes notamment pour les assureurs.

### sur la construction des navires
- Le Congrès américain juge l'emploi de navires à double coque comme seule solution. D'autres critiquent l'emploi de navires double coque. En effet l'Organisation maritime internationale (OMI), qui a également pris des mesures pour éviter les marées noires via les règles 13F et 13G du code Marpol, impose également une construction à double coque ou de conception équivalente.

Cette nuance est de taille puisqu'elle accepte une solution alternative à la double coque, à condition que son efficacité soit prouvée. Cependant toute une génération de pétroliers ne peut voir le jour, du fait que l'OPA 90 n'accepte que la solution des double coques.